# Perilestes fragilis
Perilestes fragilis är en trollsländeart som beskrevs av Hagen in Selys 1862. Perilestes fragilis ingår i släktet Perilestes och familjen Perilestidae. Inga underarter finns listade i Catalogue of Life.